# Pseudozorilispe celebensis
Pseudozorilispe celebensis är en skalbaggsart som beskrevs av Stefan von Breuning 1976. Pseudozorilispe celebensis ingår i släktet Pseudozorilispe och familjen långhorningar.
Artens utbredningsområde är Sulawesi. Inga underarter finns listade i Catalogue of Life.